# Đường cao tốc Vạn Ninh – Cam Lộ
Đường cao tốc Vạn Ninh – Cam Lộ (ký hiệu toàn tuyến là CT.01 và CT.02) là một đoạn đường cao tốc thuộc hệ thống đường cao tốc Bắc – Nam phía Đông và đường cao tốc Bắc – Nam phía Tây qua địa phận tỉnh Quảng Trị.

## Thiết kế
Tuyến đường có chiều dài toàn tuyến là 65,5 km, đoạn đường có điểm đầu nối tiếp với đường cao tốc Bùng – Vạn Ninh thuộc địa phận xã Trường Ninh, huyện Quảng Ninh, tỉnh Quảng Bình và điểm cuối giao với Quốc lộ 9, kết nối với đường cao tốc Cam Lộ – La Sơn đã xây dựng xong tại xã Hiếu Giang, tỉnh Quảng Trị. Dự án có mặt cắt ngang giai đoạn phân kì đạt tiêu chuẩn đường cao tốc 4 làn xe không có làn dừng khẩn cấp, bố trí một số điểm dừng khẩn cấp cách quãng 4 – 5km/1 điểm với bề rộng nền đường 17m, vận tốc tối đa 90 km/h. Giai đoạn hoàn chỉnh, đường sẽ có 6 làn xe, 2 làn dừng khẩn cấp, vận tốc thiết kế 100 km/h.

## Xây dựng
Tuyến đường có tổng mức đầu tư là 9.919 tỷ đồng, được khởi công vào ngày 1 tháng 1 năm 2023 và chính thức thông xe từ ngày 19 tháng 8 năm 2025.

## Chi tiết tuyến đường

Bảng thông tin tốc độ cao tốc

### Làn xe
- 4 làn xe, có điểm dừng khẩn cấp

### Chiều dài
- Toàn tuyến: 65 km

### Tốc độ giới hạn
- Tối đa: 90 km/h[6], Tối thiểu: 60 km/h

## Lộ trình chi tiết
- IC - Nút giao, JCT - Điểm lên xuống, SA - Khu vực dịch vụ (Trạm dừng nghỉ), TN - Hầm đường bộ, TG - Trạm thu phí, BR - Cầu
- Đơn vị đo khoảng cách là km.

| Số                                                  | Tên                                                 | Khoảng cách từ đầu tuyến                            | Kết nối                                             | Ghi chú                                             | Vị trí                                              | Vị trí                                              |
| Kết nối trực tiếp với Đường cao tốc Bùng – Vạn Ninh | Kết nối trực tiếp với Đường cao tốc Bùng – Vạn Ninh | Kết nối trực tiếp với Đường cao tốc Bùng – Vạn Ninh | Kết nối trực tiếp với Đường cao tốc Bùng – Vạn Ninh | Kết nối trực tiếp với Đường cao tốc Bùng – Vạn Ninh | Kết nối trực tiếp với Đường cao tốc Bùng – Vạn Ninh | Kết nối trực tiếp với Đường cao tốc Bùng – Vạn Ninh |
| --------------------------------------------------- | --------------------------------------------------- | --------------------------------------------------- | --------------------------------------------------- | --------------------------------------------------- | --------------------------------------------------- | --------------------------------------------------- |
| 1                                                   | IC Vạn Ninh                                         | 674.5                                               | Quốc lộ 9B                                          | Đầu tuyến cao tốc                                   | Quảng Trị                                           | Trường Ninh                                         |
| 2                                                   | IC Quốc lộ 9C                                       | 690.5                                               | Quốc lộ 9C                                          |                                                     | Quảng Trị                                           | Trường Phú                                          |
| 3                                                   | IC Bến Quan                                         | 713.3                                               | Quốc lộ 9D                                          |                                                     | Quảng Trị                                           | Bến Quan                                            |
| BR                                                  | Cầu Bến Quan                                        | ↓                                                   | Vượt sông Sa Lung                                   |                                                     | Quảng Trị                                           | Bến Quan                                            |
| BR                                                  | Cầu Bến Tắt                                         | ↓                                                   | Vượt sông Bến Hải                                   |                                                     | Quảng Trị                                           | Ranh giới Bến Quan – Cồn Tiên                       |
| SA                                                  | Trạm dừng nghỉ                                      | 725.5                                               |                                                     | Đang thi công                                       | Quảng Trị                                           | Cồn Tiên                                            |
| 4                                                   | IC Đường tỉnh 75                                    | 727.3                                               | Đường tỉnh 75                                       |                                                     | Quảng Trị                                           | Cồn Tiên                                            |
| 5                                                   | IC Cam Lộ                                           | 739.5                                               | Quốc lộ 9                                           | Cuối tuyến đường cao tốc                            | Quảng Trị                                           | Hiếu Giang                                          |
| Kết nối trực tiếp với Đường cao tốc Cam Lộ – La Sơn |                                                     |                                                     |                                                     |                                                     |                                                     |                                                     |
| 1.000 mi = 1.609 km; 1.000 km = 0.621 mi            |                                                     |                                                     |                                                     |                                                     |                                                     |                                                     |